# Патлажан Юхим Ізраїльович
Юхим Ізраїльович Патлажан (23 серпня 1923 року,  Вознесенськ, Одеська область — 1 грудня 1990 року, Івано-Франківськ) —  український історик і педагог, професор, доктор історичних наук. Голова Івано-Франківського обласного товариства знань, депутат Івано-Франківської обласної ради народних депутатів. Учень Артемія Готалов-Готліба.

## Життєпис
Народився в сім'ї лікарів стоматологів.
У 1940 році він закінчив середню школу і вступив до Одеського державного університету на історичний факультет.
У 1941 році після першого курсу навчання в університеті був призваний до армії, де воював спочатку в морській піхоті, а потім в розвідці. Багато разів переходив лінію фронту, за що був нагороджений орденами і медалями,серед яких Орден Червоної Зірки і Орден Вітчизняної війни I ступеня Під час війни був двічі поранений і один раз контужений.
Після завершення війни, в 1945 році відновився в університеті на навчання, де був круглим відмінником, а також стипендіатом сталінської премії. Згодом поступив на аспірантуру до Одеського державного університету. Під час аспірантури керував роботою академсектора профкому.
У 1954 році захистив кандидатську дисертацію і був відправлений за призначенням в Станіславський педагогічний інститут (нині Івано-Франківський державний педагогічний інститут ім. Стефаника), де обіймав посади : доцента, декана, проректора, завідувача кафедри загальної історії.
В 1974 році захистив докторську дисертацію в Івано-Франківському державному педагогічному інституті ім. Стефаника.
Помер Патлажан Юхим Ізраїльович 1 грудня 1990 року, після тривалої хвороби серця. Похований на Алеї Слави в місті Івано-Франківську.

## Наукова діяльність
Після закінчення аспірантури був направлений викладачем в Станіславський (Івано-Франківський) педагогічний інститут, де він працював решту життя.
Коло наукових інтересів Юхима Ізраїлевича Патлажана складали дослідження всесвітньої історії, зокрема історії Стародавньої Греції та Риму,  зарубіжного Сходу, а також революційних рухів в країнах Близького та Середнього Сходу.
1954 року Ю. І. Патлажан успішно захистив кандидатську дисертацію, присвячену кризі рабовласницького ладу в східній частині Римської імперії в останній третині IV ст. Результати захисту були переважною більшістю голосів затверджені на раді Ростовського державного університету. Юхим Патлажан був першим зі здобувачів, хто захистив кандидатську дисертацію зі спеціальності «Історія Стародавньої Греції і Риму». В ті часи це була доволі рідкісна спеціальність. Науковим керівником кандидатської дисертації Патлажана був одеський науковець  Готалов-Готліб Артемій Григорович.
1976 року в Московському педагогічному інституті Юхим Ізраїльович Патлажан захистив докторську дисертацію на тему «Трудящі зарубіжного Сходу в боротьбі за перемогу Радянської влади на Україні (1917-1921)» і здобув науковий ступінь доктора історичних наук. Науковими керівниками були академік Мінц Ісак Ізраїльович і Хейфец Олександр Наумович.
Варто відзначити значний вклад Юхима Ізраїльовича в наукові публікації з всесвітньої історії.

## Нагороди
- СРСР Орден Червоної Зірки (1942);
- СРСР Орден Вітчизняної війни;
- СРСР Медаль За оборону Кавказу (1945);
- СРСР Медаль За перемогу над Німеччиною у Великій вітчизняній війні (1946);
- СРСР Медаль 20 років Перемоги у Великій вітчизняній війні (1965);
- СРСР Медаль 50 років Збройних сил СРСР (1968);
- СРСР Медаль Морська піхота 1941-1945 (1970);
- СРСР Медаль 25 років Перемоги у Великій вітчизняній війні (1970);
- СРСР Медаль Ветеран Краснознаменого Чорноморського флоту (1974);
- СРСР Медаль 30 років Перемоги у Великій вітчизняній війні (1975);
- СРСР Медаль 40 років Перемоги у Великій вітчизняній війні (1985);
- СРСР Медаль За активну роботу (1976);
- СРСР Медаль 60 років Збройних сил СРСР (1978);
- СРСР Медаль Ветеран 68 ОМСБР

## Громадська діяльність
Юхим Ізраїльович виступив ініціатором спорудження в Вознесенську пам'ятника жертвам нацизму. Він звернувся до першого секретаря Комуністичної партії України Петра Шелеста, з проханням дозволити спорудити пам'ятник, за кошти небайдужих громадян. Через декілька років він отримав дозвіл. Таким чином був споруджений пам'ятник в Вознесенську жертвам нацизму. Юхим Патлажан організував збір коштів на будівництво цього пам'ятника, куди сам вклав близько 90 % необхідної суми, в пам'ять про своїх батьків. В 1974 році цей пам'ятник був споруджений і відкритий в присутності жителів міста.

## Сім'я
Народився Юхим Патлажан в єврейській родині лікарів стоматологів. Батьків Юхима Ізраїльовича під час німецької окупації розстріляли.
Після закінчення війни був одружений з Патлажан Ніною Яківною (20.02.1924-09.08.2017)вчитель, філолог, з якою прожив до кінця життя. У шлюбі у них народився син Ігор та дочка Поліна.Онук: Патлажан Геннадій Ігорович український хірург, кандидат медичних наук

## Деякі наукові публікації
- Патлажан Ю. І. Від революційного демократизму до марксизму: (До 100-річчя з дня народж. М. Сухбі) // Український історичний журнал. — 1983. — № 11. — C. 136—139.
- Патлажан Ю. І. ГУБЕР А. А. и ХЕЙФЕЦ А. Н. Новая история стран зарубежного Востока. М., 1961. // Український історичний журнал. — 1962. — № 2. — C. 138.
- Патлажан Ю. І. До участі трудящих зарубіжного Сходу в боротьбі за перемогу Радянської влади на Україні // Український історичний журнал. — 1967. — № 11. — C. 86–89.
- Патлажан Ю. І. Жанна Лябурб: (До 110-річчя з дня народження) // Український історичний журнал. — 1987. — № 4. — C. 139—141.
- Патлажан Ю. І. Історики вузів України — назустріч 100-річчю від дня народження В. І. Леніна [Івано-Франківський пед. ін-т. ] // Український історичний журнал. — 1969. — № 1. — C. 152—153.
- Патлажан Ю. І. Мельниченко В. Розстріляна в Одесі …: Наук.-худож. кн. про Жанне Лябурб. — К.: Молодь, 1988. — 229 с. // Український історичний журнал. — 1989. — № 7. — C. 151—152.
- Патлажан Ю. І. Про патріотичне виховання учнів на уроках історії в V класі. // Український історичний журнал. — 1961. — № 5. — C. 97-100.
- Патлажан Ю. І. Трудящі країн зарубіжного Сходу на Україні напередодні Великого Жовтня // Український історичний журнал. — 1973. — № 4. — C. 105—110.
- Патлажан Ю. І. Яскравий вияв пролетарського інтернаціоналізму: (До 50-річчя повстання французьких моряків на Чорному морі) // Український історичний журнал. — 1969. — № 4. — C. 111—112.

## Див.також
Список професорів-істориків ПНУ імені В.Стефаника